# 硫辛酰胺
硫辛酰胺（英語：Lipoamide）是6,8-二硫基辛酰胺（6,8-dithiooctanoic amide）的俗名。它是6,8-二硫基辛酸的羧基与胺结合形成的酰胺。有时候“硫辛酰胺”一词会用来指代硫辛酸和蛋白质的氨基结合的产物，但这会带来混淆。因此这种结合最好用“硫辛基化蛋白”（Lipoyl-protein）或“硫辛基结构域”（Lipoyl-domain）来表示。
目前尚未有报道在自然界中游离的硫辛酰胺。